# Никитин, Ефим Никитич
Ефи́м Ники́тич Ники́тин (Сценический псевдоним — Кельбук Мучи) (4 апреля (22 марта) 1912, Арабоси, Цивильский уезд — 26 октября 2000, Чебоксары) — советский театральный актёр и режиссёр, педагог, драматург, публицист.
Заслуженный артист РСФСР (1975), Народный артист Чувашской АССР (1968), Заслуженный артист Чувашской АССР (1953)

## Основные даты биографии
Ефим Никитин родился 4 апреля (22 марта) 1912 года в д. Арабоси (Арапуç) Цивильского уезда, ныне — Урмарского района Чувашской Республики. Учился в Ленинградском театральном техникуме сценических искусств, окончил актерское отделение Чувашского государственного музыкально-театрального техникума и режиссёрские курсы (г. Ростов-на-Дону).
В 1933—1940 гг. работал актером, ассистентом режиссёра, режиссёром, актером-кукловодом в Чувашском государственном театре юного зрителя, с 1940 г. — художественный руководитель и актёр 2-го Чувашского государственного колхозного театра (с. Комсомольское).
С 1943 по 2000 годы — артист Чувашского государственного академического драматического театра им. К. В. Иванова.
Создал более 300 комедийных и драматических ролей. Мастер небольших эпизодов, которые он превращал в яркие сценические миниатюры, исполнял эстрадные номера. В его образах отчётливо просматривалось богатство комедийной гаммы — от мягкого юмора до разящей сатиры.
В качестве режиссёра осуществил на сценах чувашских театров более 30 постановок. Руководил самодеятельными театральными коллективами. Участвовал в теле- и радиопостановках и дублировании художественных фильмов на чувашский язык. На Чувашском радио под его руководством записаны пьесы-сказки для детей, где он исполнял главные роли. Как сказочник Кĕлпук Мучи (Дед Кельбук) читал сказки по радио в передачах «Вечерняя сказка», участвовал в подготовке радиофильмов.
Автор 15 пьес и 12 книг: «Сарпике» (1961), «Сарбиге» (1966), «Вăрланă пике» (1980), «Хуняма» (1982) и др. Его пьесы поставлены на сценах чувашских театров: во 2-м Чувашском колхозном театре — «За Родину» (1941); в ЧГАДТ — «Сарбиге» (1955), «Необыкновенная встреча» и «Украденная девушка» (1990); в Чуваш. государственном театре кукол — «Песня Сарбиге» (1961), «Песня о любви» (1968), «Сарбиге» (1991); в Чувашском ТЮЗе — «Плешивый Иван» (1940), «После звонка».
Умер 26 октября 2000 года в Чебоксарах.

## Театральные работы
- Король («Матрос и Школяр» по Г.-Х. Андерсену, 1935)
- Труффальдино («Слуга двух господ» К. Гольдони, 1939)
- Тохтаман («Нарспи» по поэме К. В. Иванова, 1941)
- Мурзай («Кушар» П. Н. Осипова, 1946, 1971)
- Африкан Коршунов («Бедность не порок» А. Н. Островского, 1948)
- Михеле («Константин Иванов» И. С. Максимова-Кошкинского, 1948)
- Хлопов («Ревизор» Н. В. Гоголя, 1952)
- Ведьма («Солнечный цветок» И. С. Тукташа, 1949)
- Айдар в одноимённой драме П. Н. Осипова (1948)
- Эрех Васьси («У двух парней — одна дума» П. Н. Осипова, 1959)
- Кузяк (1955) и Игнат (1974) («Выйди, выйди за Ивана» Н. С. Айзмана)

## Призы и награды
- Заслуженный артист РСФСР (1975)
- Народный артист Чувашской АССР (1968),
- Заслуженный артист Чувашской АССР (1953)
- орден Отечественной войны II степени
- орден «Знак Почёта»
- Занесён в Почётную Книгу Трудовой Славы и Героизма Чувашской АССР (1972).